# Kleparz

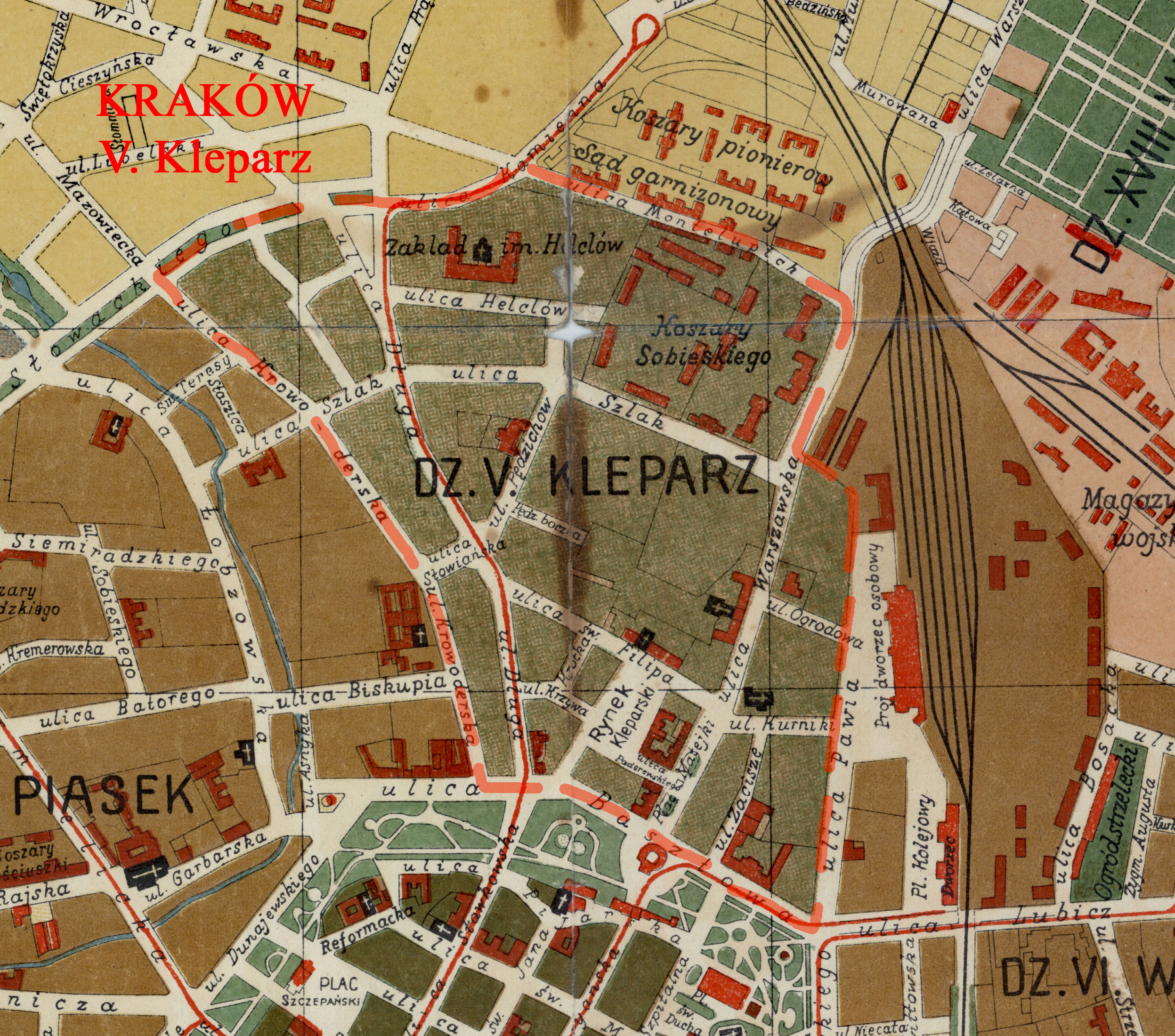
Kleparz na planie z 1916 roku jako dzielnica Krakowa.

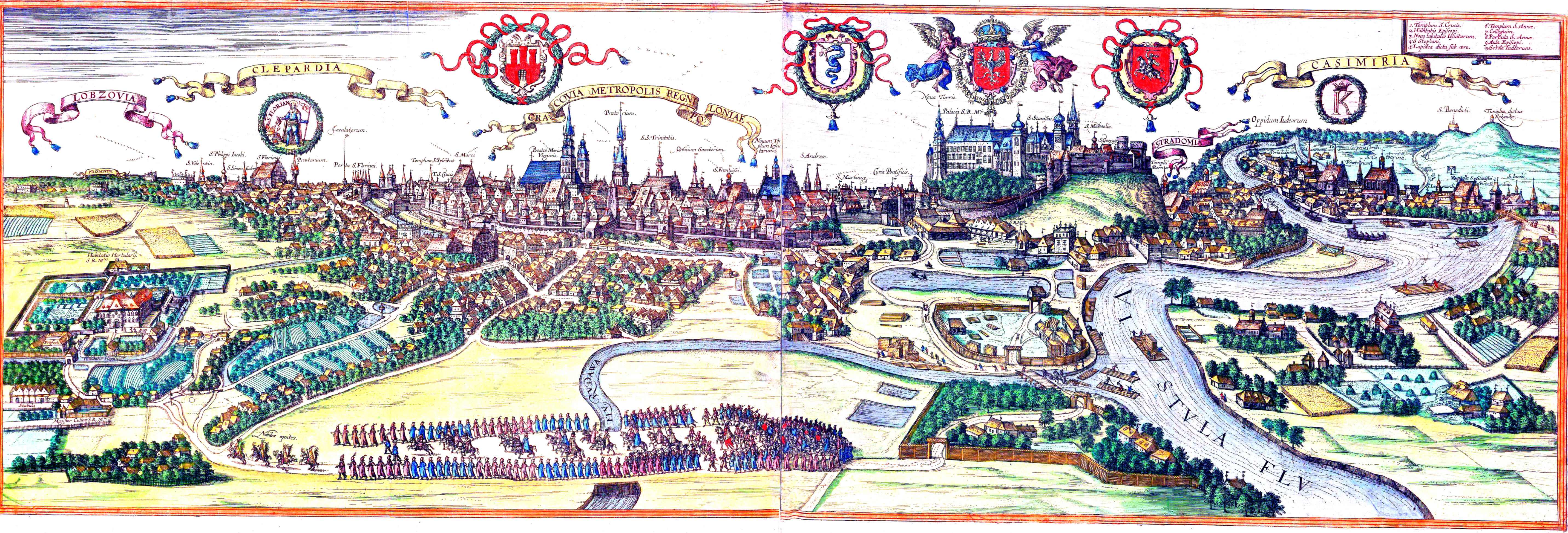
Widok Krakowa, Stradomia, Kleparza, Kazimierza i Łobzowa z atlasu Civitates orbis terrarum Georga Brauna i Fransa Hogenberga z 1618

Kleparz – obszar Krakowa wchodzący w skład Dzielnicy I Stare Miasto, położony na północ od Starego Miasta. Od 1366 do końca XVIII w. samodzielne miasto. Był miastem królewskim Korony Królestwa Polskiego.

## Historia
Początek osadnictwa na terenie Kleparza związany jest z ufundowaniem po 1184 r. kościoła św. Floriana przez biskupa krakowskiego Gedkę. Osada, położona na północ od lokowanego później miasta Krakowa, rozwijała się prężnie. Za czasów Władysława Łokietka nazywana była Alta civitas, co daje asumpt to rozważań na temat jej lokacji w tym okresie.
Formalnej i pewnej już lokacji miejskiej na prawie magdeburskim dokonał Kazimierz Wielki w 1366 r., nadając miastu nazwę Florencja od wezwania kościoła parafialnego. Możliwe, że miał to być ośrodek konkurencyjny dla Krakowa, bardziej prawdopodobne wydaje się jednak, że powstało ono wskutek naturalnego rozwoju demograficzno-gospodarczego Krakowa, rozprzestrzeniania się poza mury miejskie i miało stanowić jego uzupełnienie. W XV wieku dotychczasową nazwę wypiera określenie Kleparz (Clepardia) pochodzące prawdopodobnie od targowego zwyczaju „uklepywania” transakcji na targu, czy jak chcą inni od klepek, z których bednarze składali beczki. W średniowieczu Kleparz miał ok. tysiąca mieszkańców.
Przez wieki centrum miasta – rynek, stanowił plac targowy, otaczająca go zabudowa była drewniana (liczne pożary: 1476, 1528, 1755). Na terenie Kleparza rozwinęło się rzemiosło, zwłaszcza tkactwo, przetwórstwo skór zwierzęcych, a także kowalstwo, rymarstwo i leczenie koni. Na cotygodniowych targach handlowano głównie zbożem i produktami rolnymi, a także bydłem, uwalniając Rynek krakowski od niedogodności z tym związanych. O specyfice Kleparza stanowiła duża liczba oberż i zajazdów dla podróżnych, według spisu z roku 1632 w tym miasteczku były stajnie dla 2380 koni.
W związku z tym, że miasto leżące na otwartym przedpolu Krakowa nie posiadało murów obronnych, było szczególnie narażone podczas najazdów nieprzyjaciela. Oblężenia Krakowa wiązały się ze zniszczeniem Kleparza, głównie w wyniku działań obrońców, którzy palili przedmieścia, żeby pozbawić napastników dogodnej bazy oblężniczej. Tak było w czasie oblężenia miasta przez wojska szwedzkie (1655), polsko-austriackie (1657) czy rosyjskie w czasie konfederacji barskiej w 1768 r. Po potopie szwedzkim Kleparz nie odzyskał już dawnego znaczenia, nie zdołano odbudować murowanej zabudowy, zastąpiła ją skromniejsza – drewniana.
W okresie samodzielnego istnienia Kleparz nie miał możliwości rozwoju terytorialnego, w znacznej mierze był uzależniony od Krakowa, stanowił właściwie jego przedmieście. W 1792, zgodnie z zaleceniami Sejmu Wielkiego, włączono miasto w granice administracyjne Krakowa. Ostatecznie prawa miejskie utracił w roku 1794. 
W I połowie XIX wieku zabudowa dzielnicy Kleparz (obejmującej m.in. teren dawnego miasta) składała się z parterowych, krytych gontem domków. Mieszkała tam w ciasnocie uboższa ludność. Ruch budowlany, który miał miejsce w Krakowie w II połowie XIX i na początku XX wieku, objął również dawny Kleparz, kształtując nowy układ urbanistyczny. Powstawały kamienice czynszowe i obiekty użyteczności publicznej, m.in. w latach 1879–1880 wzniesiono przy placu Jana Matejki (część dawnego rynku Kleparza) Gmach Główny Akademii Sztuk Pięknych według projektu Macieja Moraczewskiego.

## Obiekty
- kościół św. Floriana
- plac Jana Matejki – z pomnikiem Grunwaldzkim – pomnikiem Władysława Jagiełły odsłoniętym 15 lipca 1910 w 500-lecie zwycięstwa w bitwie pod Grunwaldem.
- Gmachy instytucji przy ulicy Basztowej:

Gmach Urzędu Wojewódzkiego
Gmach Narodowego Banku Polskiego
Gmach Główny Akademii Sztuk Pięknych

## Galeria

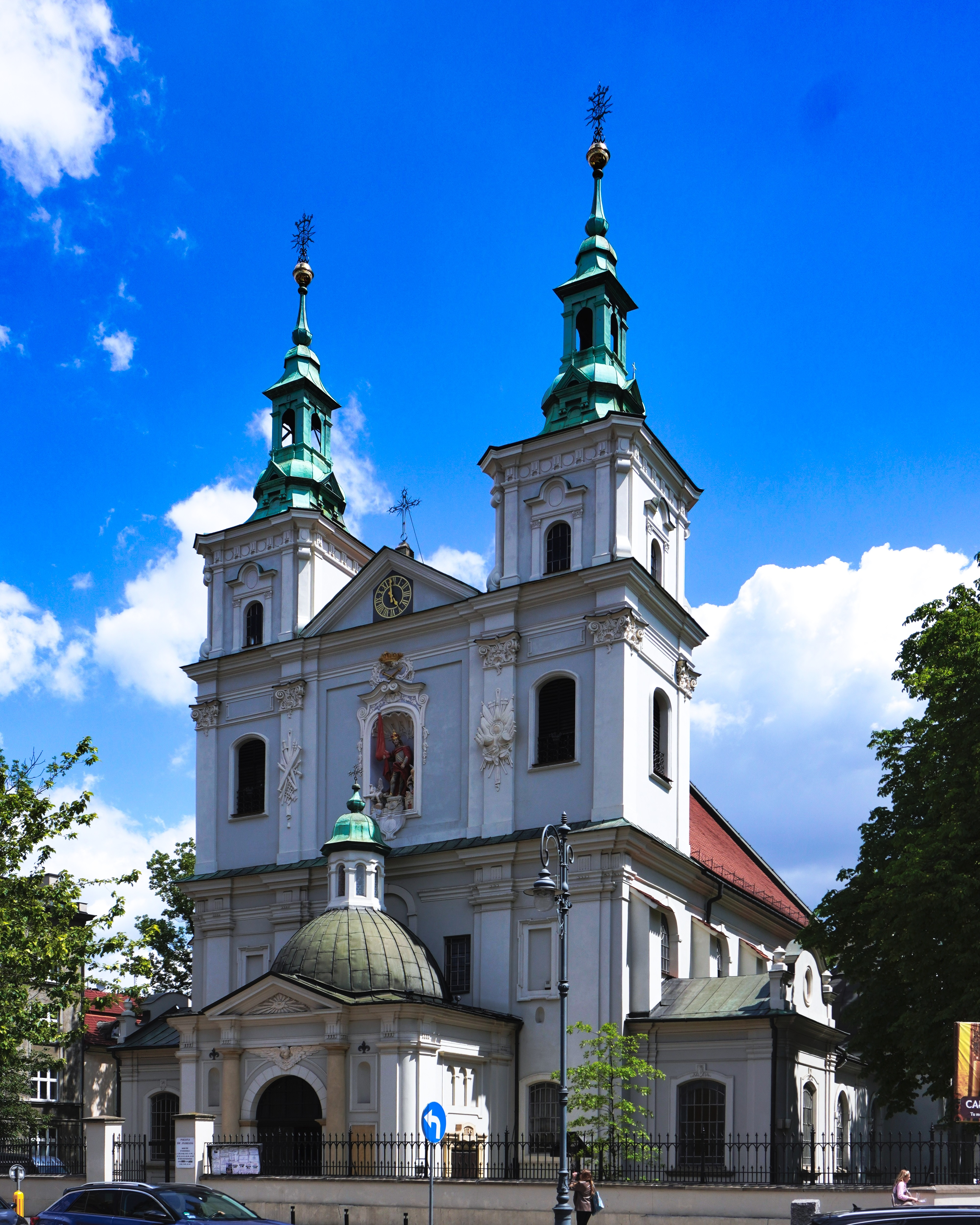
Kościół św. Floriana
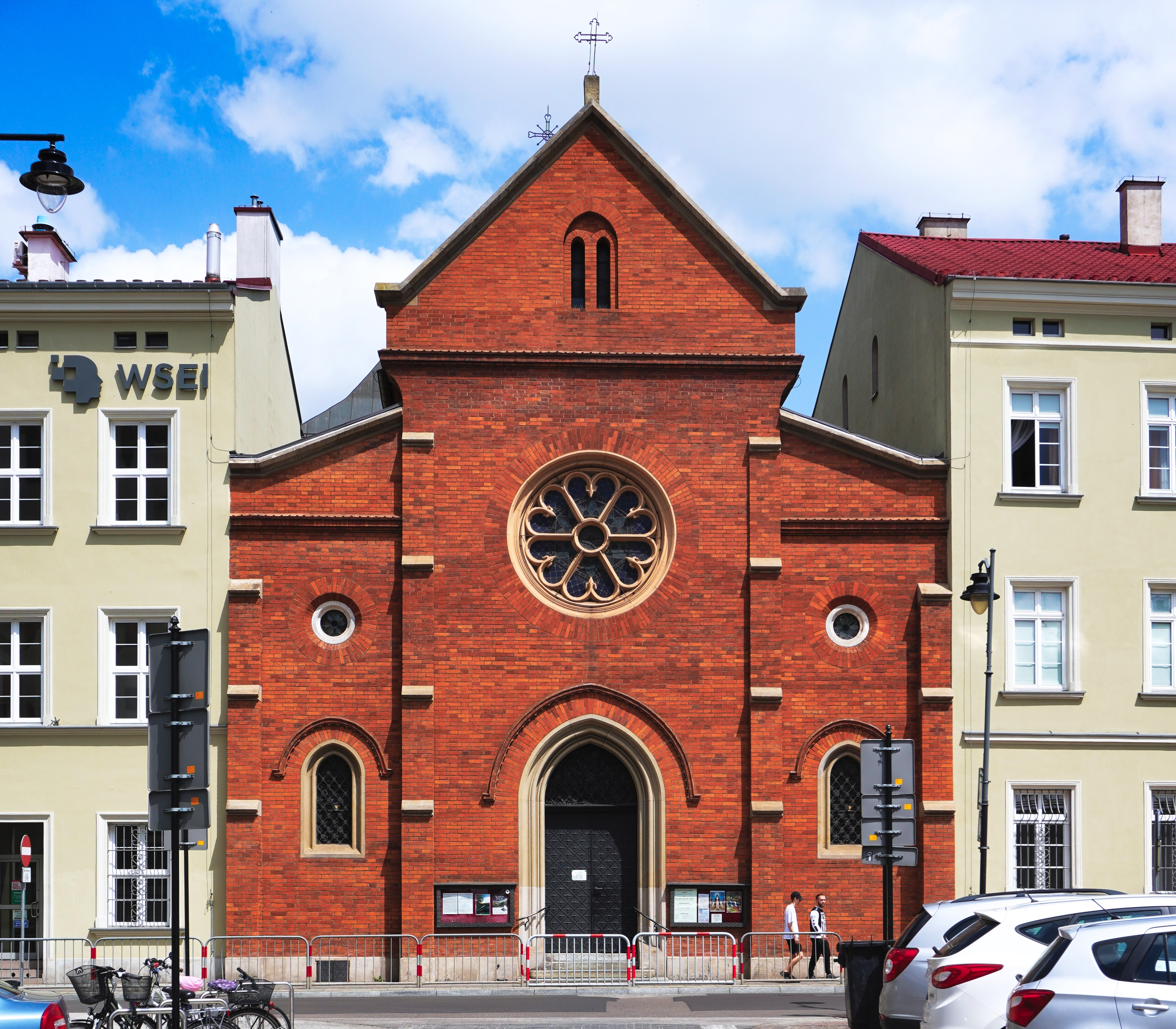
Kościół św. Wincentego a Paulo
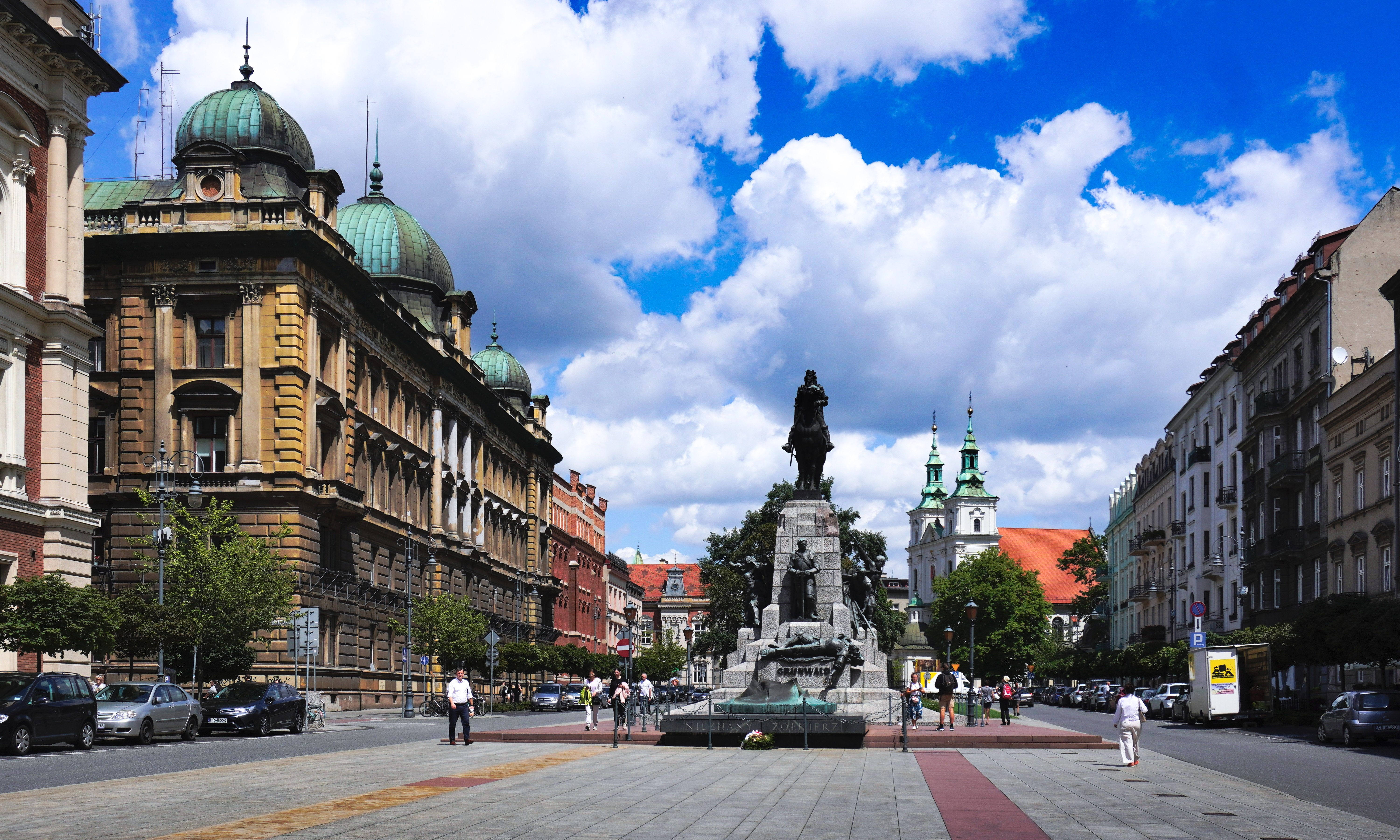
Plac Jana Matejki
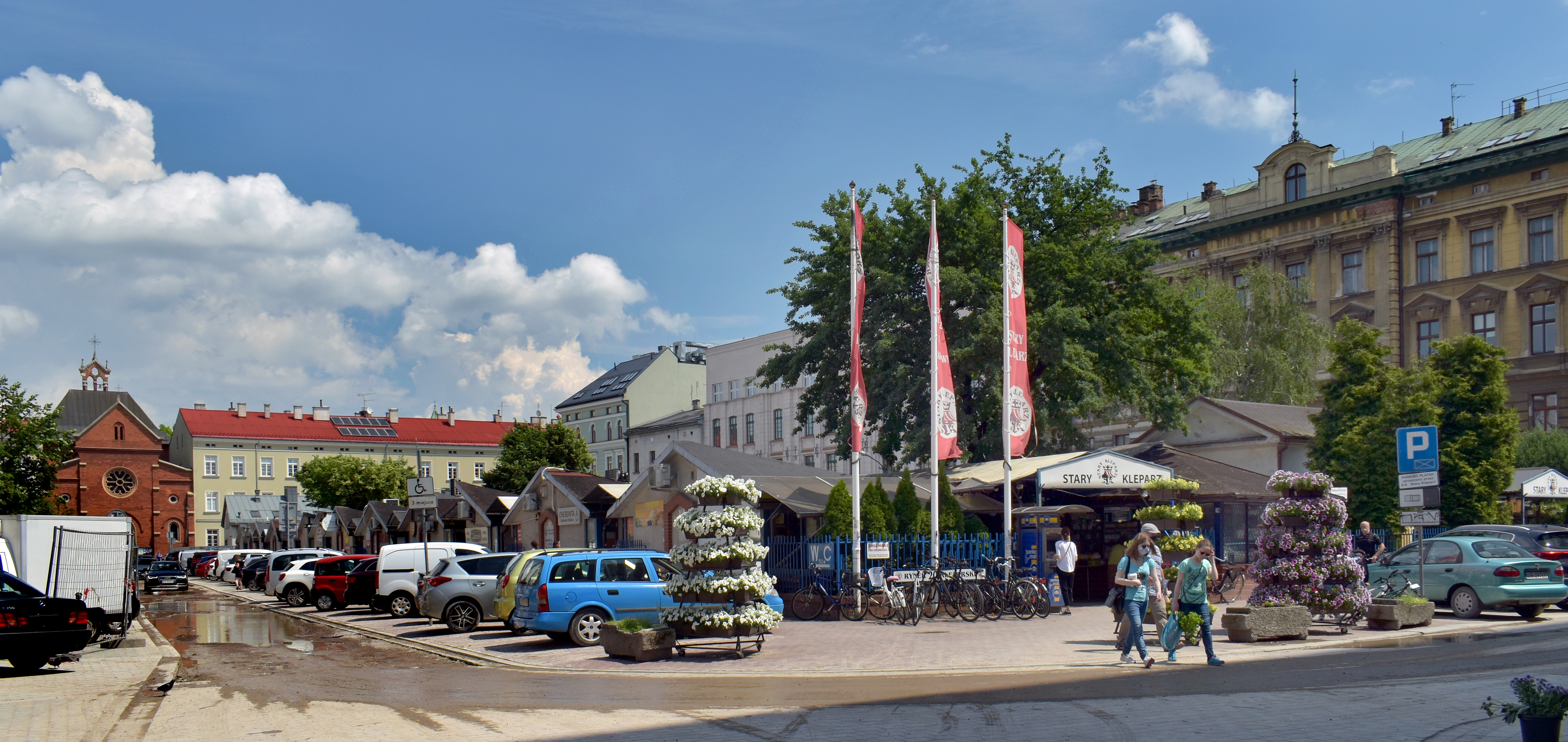
Rynek Kleparski
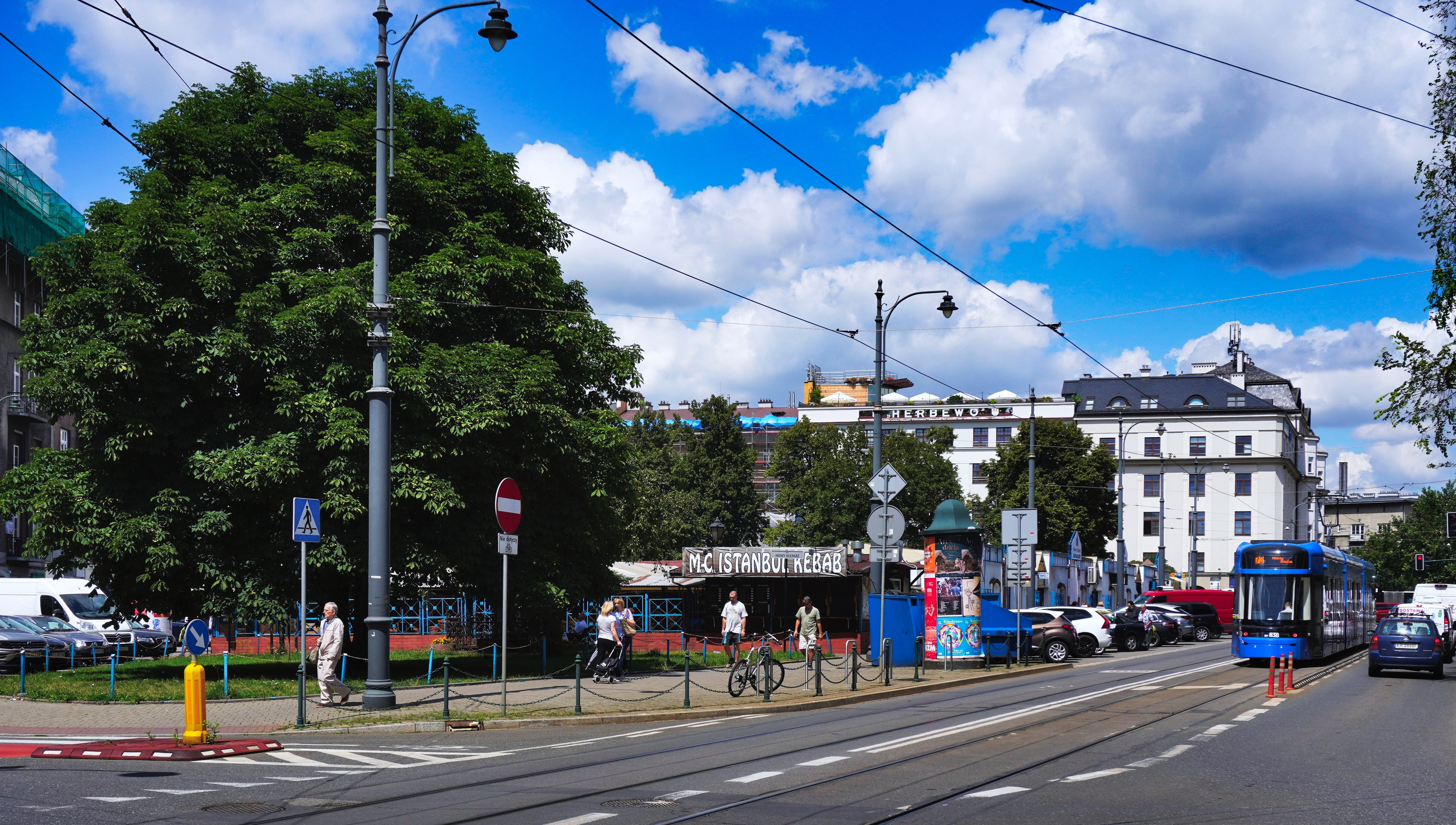
Nowy Kleparz
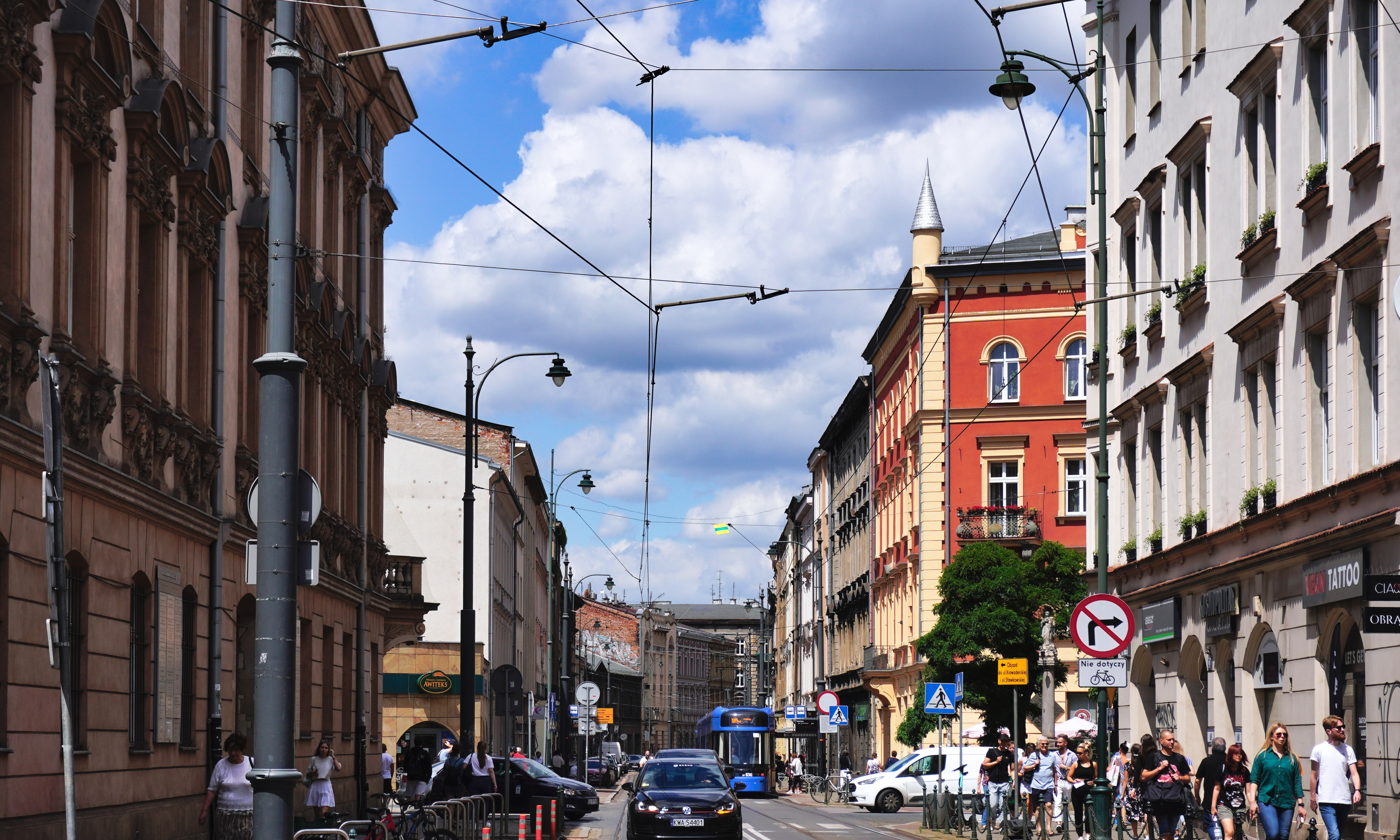
Ulica Długa
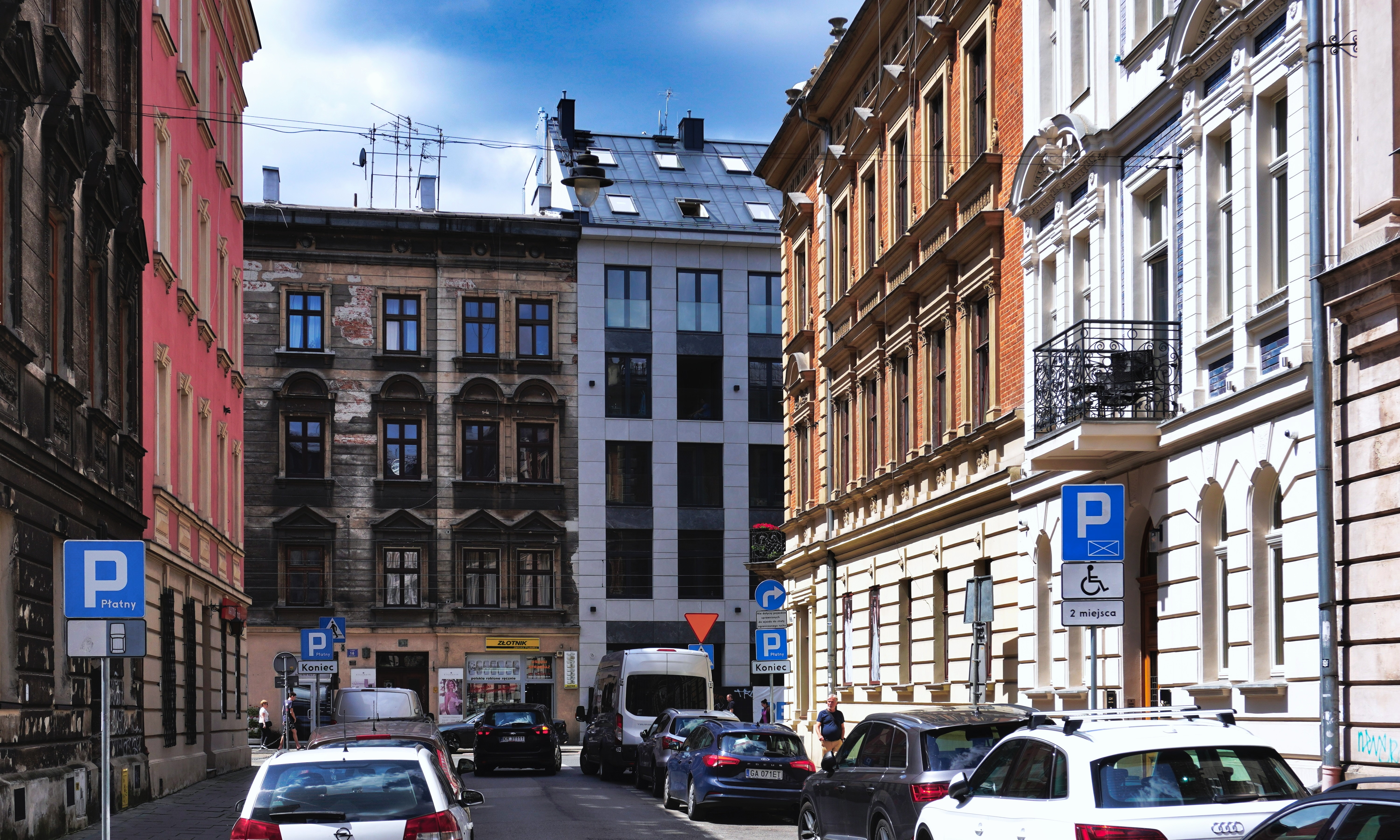
Ulica Krzywa
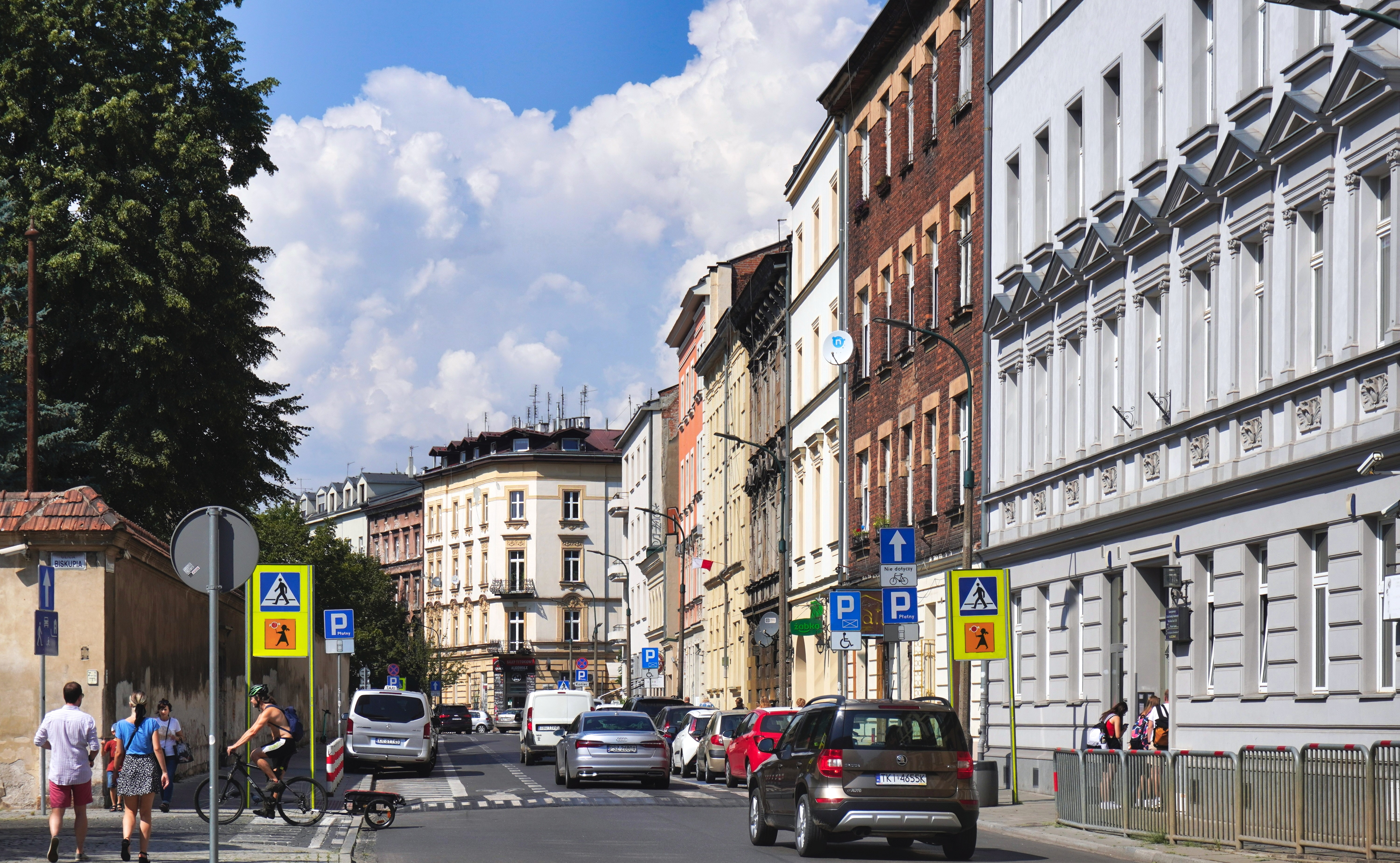
Ulica Krowoderska, Kleparz po prawej
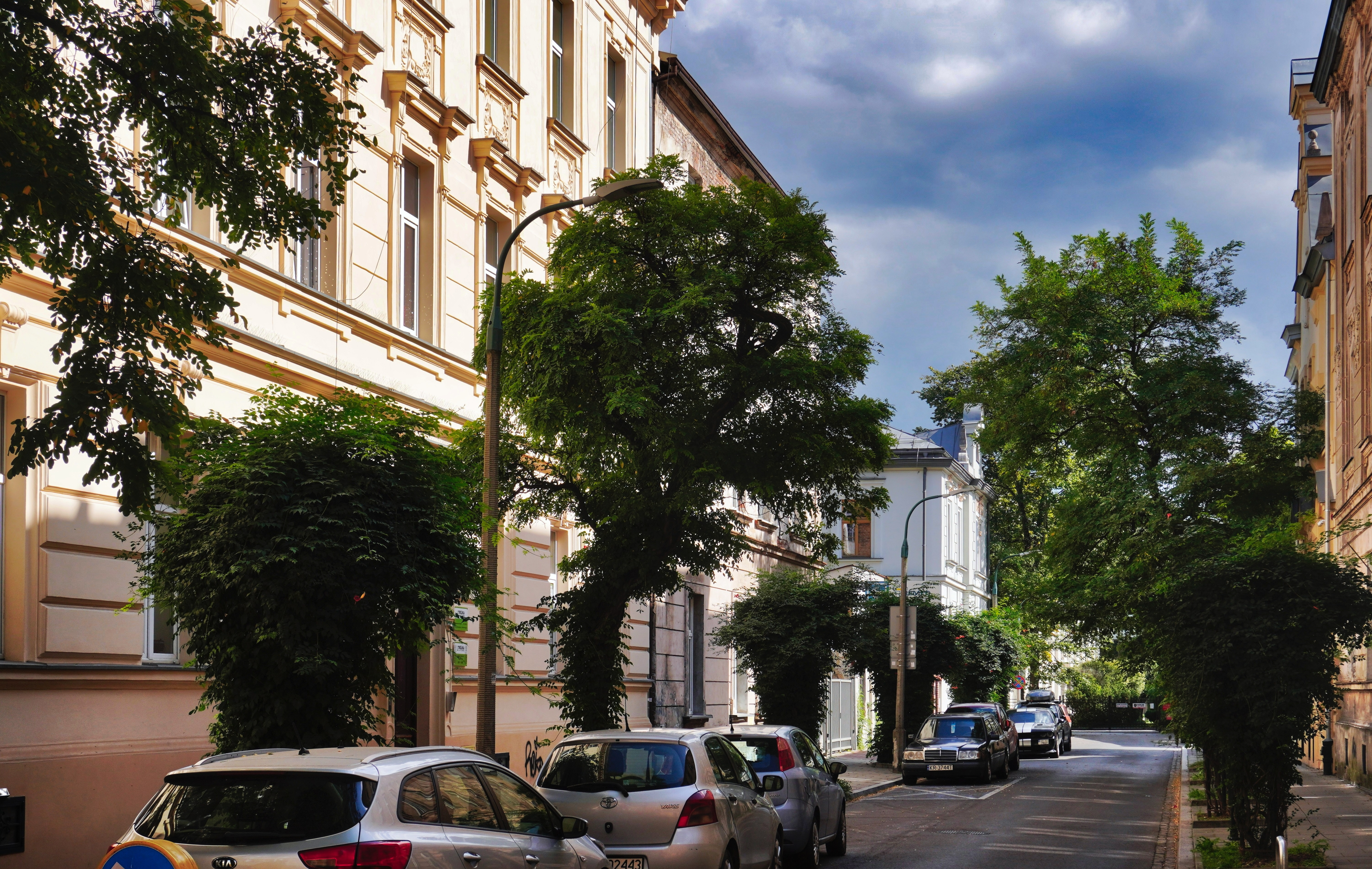
Ulica Zygmunta Wróblewskiego
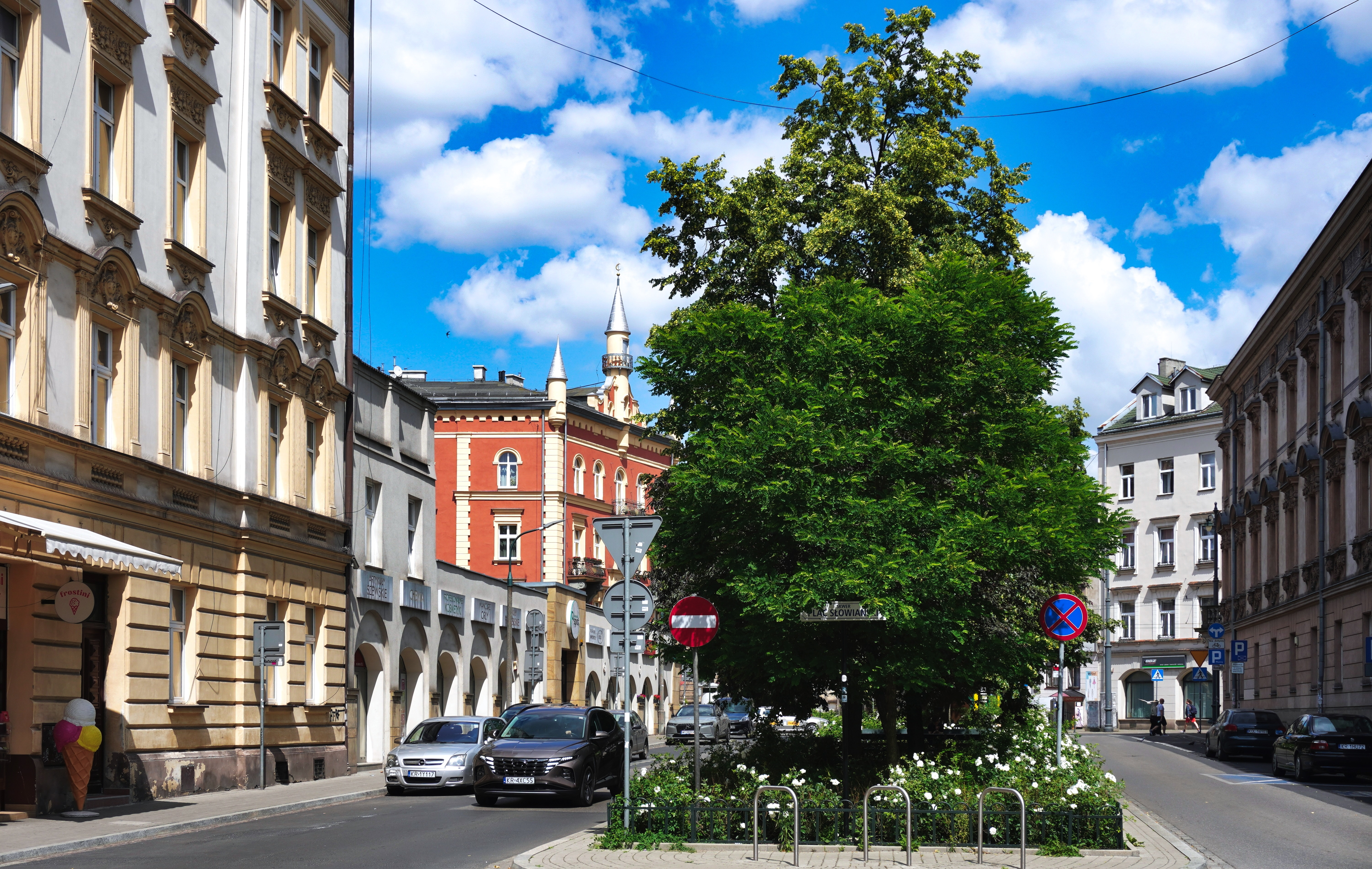
Ulica Słowiańska

## Literatura
- J. Dzikówna, Kleparz do 1528 roku, Kraków 1932 (Biblioteka Krakowska, nr 74);
- Katalog Zabytków Sztuki w Polsce, t. IV: Miasto Kraków, cz. VIII: Kleparz. Kościoły i klasztory, red. I. Rejduch-Samek i J. Samek, Warszawa 2000;
- Z dziejów Kleparza. W 600 rocznicę nadania praw miejskich przez Króla Kazimierza Wielkiego, Kraków 1968.